# 2024年卡塔尔宪法公投
2024年11月5日，卡塔尔举行公民公投，对2004年宪法进行修改。主要内容有加强卡塔尔国王权力，废除协商会议的民选议员制度，改为全部由国王任命。

## 背景
2021年，协商会议首次举行直接选举，30名议员由民选产生，占总数的三分之二。2024年10月15日，卡塔尔国王塔米姆·本·哈马德·阿勒萨尼宣布将就废除议会民选制度恢复国王任命制进行全民公投，称选举影响了家庭和部落的内部关系。

## 结果
11月6日，卡塔尔内政部宣布修宪公投通过，赞成票率为90.6%，投票率为84%。
| 選擇               | 選擇               | 票数 | %    |
| ------------------ | ------------------ | ---- | ---- |
| 支持               | 支持               |      | 90.6 |
| 反對               | 反對               |      | 9.4  |
| 总共               |                    |      |      |
|                    |                    |      |      |
| 已登记选民／投票率 | 已登记选民／投票率 |      | 84   |